# منتخب روسيا تحت 17 سنة لكرة القدم
منتخب روسيا تحت 17 سنة لكرة القدم (بالروسية: Сборная России по футболу)‏ هو ممثل روسيا الرسمي في المنافسات الدولية في كرة القدم في فئة كرة قدم تحت 17 سنة للرجال.